# Fanndís Friðriksdóttir
Fanndís Friðriksdóttir (9 maggio 1990) è una calciatrice islandese, centrocampista del Valur e della nazionale islandese.

## Carriera

### Nazionale
Friðriksdóttir inizia ad essere convocata dalla Federazione calcistica dell'Islanda (Knattspyrnusamband Íslands - KSÍ) dal 2005, per vestire inizialmente la maglia della formazione Under-16 impegnata nelle edizioni dal 2005 al 2007 della Nordic Cup maturando complessivamente 12 presenze e siglando una rete.
Nel frattempo Friðriksdóttir riceve la prima sua convocazione nella formazione Under-19, inserita in rosa con la squadra che disputa la doppia amichevole del 21 e 23 novembre 2006 con l'Inghilterra, entrambe perse, debuttando appena sedicenne nella prima, persa 4-0, quando al 56' rileva Rakel Hönnudóttir. Oltre a scendere in campo anche nel secondo incontro, perso 3-0, gioca l'amichevole del 18 giugno 2007 persa con le pari età della Svezia per una rete a zero, prima di essere inserita in rosa con la formazione che affronta il primo Europeo di categoria come nazione organizzatrice nel 2007. Durante il torneo, pur vedendo la sua nazionale eliminata fin dalla fase a gironi, riesce a mettersi in luce siglando tre reti, risultando la miglior marcatrice a pari merito della francese Marie-Laure Delie e dell'inglese Ellen White, due delle quali segnate alla Germania che vincerà alla fine l'Europeo.
Rimasta in rosa con la U-19 anche per l'anno successivo, disputa la prima fase di qualificazione all'Europeo di Italia 2008, scendendo in campo in tutti i tre incontri del gruppo 1 nella prima fase, chiusa da imbattuta dalla sua nazionale, mentre salta la fase successiva scendendo in campo solamente nella doppia amichevole del 28 e 30 marzo 2008, entrambe perse con l'Irlanda.
Veste la maglia della nazionale Under-19 per un'altra stagione, fino al limite massimo d'età per partecipare ai tornei, disputando le qualificazioni all'Europeo di Bielorussia 2009, riuscendo ad accedere alla fase finale e giocando tutti gli incontri fino all'eliminazione alla fase a gironi. Il 19 luglio 2009, la sconfitta per 4-0 con l'Inghilterra, è l'ultima partita giocata con l'Under-19, totalizzando complessivamente 20 presenze e 11 reti realizzate.
La sua prima convocazione nella nazionale maggiore risale ai primi mesi del 2009, chiamata dal commissario tecnico Sigurður Ragnar Eyjólfsson in occasione dell'Algarve Cup 2009, dove debutta il 9 marzo nell'ultimo incontro del gruppo B, nella sconfitta per 2-0 con la Danimarca, e giocando anche la finalina per il quinto posto persa per 2-1 con la Cina.

## Palmarès

### Club
- Campionato islandese: 4

Breiðablik: 2005, 2015
Valur: 2019, 2021
- Coppa d'Islanda: 3

Breiðablik: 2005, 2013, 2016

### Individuale
- Capocannoniere campionato islandese

2015 (19 reti)